# Porsche Tennis Grand Prix 1983
Il Porsche Tennis Grand Prix 1983 è stato un torneo femminile di tennis giocato sul sintetico indoor. È stata la 6ª edizione del Porsche Tennis Grand Prix, che fa del Virginia Slims World Championship Series 1983. Si è giocato a Stoccarda in Germania, dal 24 al 30 ottobre 1983.

## Campionesse

### Singolare
Martina Navrátilová ha battuto in finale  Catherine Tanvier con il punteggio di 6–1, 6–2

### Doppio
Martina Navrátilová /  Candy Reynolds hanno battuto in finale  Virginia Ruzici /  Catherine Tanvier con il punteggio di 6–2, 6–1